# August Wirtemberski
Friedrich August Eberhard Prinz von Württemberg (ur. 24 stycznia 1813 w Stuttgarcie – zm. 12 stycznia 1885 w Zehdenick) – książę wirtemberski, pruski generał pułkownik w randze feldmarszałka, uczestnik wojny siedmiotygodniowej oraz wojny francusko-pruskiej.

## Życiorys
Najmłodszy syn księcia Pawła Wirtemberskiego (1785-1852), brata króla Wilhelma I i Charlotty von Sachsen-Hildburghausen (1787-1847). Był wnukiem pierwszego króla Wirtembergii Fryderyka I i Augusty Karoliny Braunschweig-Wolfenbüttel.
W wieku 16 lat wstąpił do wojska Wirtembergii, służąc w nim do roku 1831, gdy przeniósł się do armii Królestwa Prus. W 1832 r. został majorem, cztery lata później podpułkownikiem, w 1838 pułkownikiem, w 1844 generałem dywizji. Od 1856 r. dowodził 7 dywizją magdeburską, a w następnym roku został dowódcą III Korpusu.

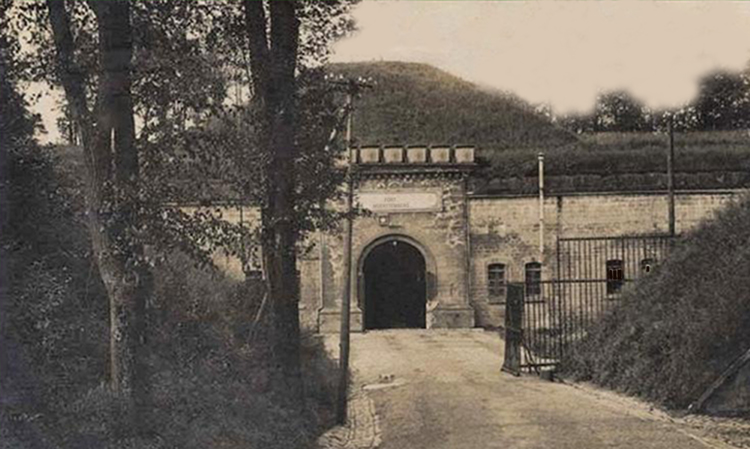
Twierdza Augusta Wirtemberskiego w Metz, nazwana imieniem księcia w 1875 roku.

Brał udział w wojnie siedmiotygodniowej, walczył pod Sadową. Za zasługi król Wilhelm I Hohenzollern odznaczył go orderem Pour le Mérite, został również honorowym szefem 10 Pułku Ułanów w Sulechowie. W czasie wojny francusko-pruskiej brał udział w bitwie pod Gravelotte i pod Sedanem. W trakcie kampanii jednostka księcia poniosła ciężkie straty. Za zasługi wojenne książę otrzymał gratyfikację finansową  w wysokości 100 tysięcy talarów. Od 1878 roku pełnił funkcję Komendanta Wojskowego Marchii. W 1882 roku przeszedł w stan spoczynku. Pozostał jednak szefem 10. Pułku Ułanów. Po śmierci August Wirtemberskiego w 1885 roku pułk otrzymał jego imię.

## Odznaczenia
Odznaczenia Augusta Wirtemberskiego to między innymi:
- Order Orła Czarnego z brylantami
- Gwiazda Wielkiego Komtura Orderu Domowego Hohenzollernów z mieczami
- Order Pour le Mérite z liśćmi dębu
- Krzyż Żelazny I klasy
- Krzyż Wielki Orderu Alberta Niedźwiedzia (Anhalt)
- Order Wierności (Badenia)
- Order Świętego Huberta (Bawaria)
- Wielka Wstęga Orderu Leopolda (Belgia)
- Krzyż Wielki Orderu Henryka Lwa (Brunszwik)
- Krzyż Wielki Orderu Zbawiciela (Grecja)
- Order Świętego Jerzego (Hanower)
- Krzyż Wielki Orderu Gwelfów (Hanower)
- Medal Zasługi Wojskowej (Schaumburg-Lippe)
- Krzyż Wielki Orderu Korony Wendyjskiej (Meklemburgia)
- Krzyż Zasługi Wojskowej I klasy (Meklemburgia)
- Order Domowy Lwa Złotego (Nassau)
- Komandor Orderu Wojskowego Wilhelma (Niderlandy)
- Kawaler Krzyża Wielkiego Orderu Lwa Niderlandzkiego (Niderlandy)
- Krzyż Wielki Orderu Świętego Stefana (Austro-Węgry)
- Order Świętego Andrzeja (Imperium Rosyjskie)
- Order Świętego Jerzego III klasy (Imperium Rosyjskie)
- Komandor I klasy Orderu Wojskowego Świętego Henryka (Saksonia)
- Krzyż Wielki Orderu Ernestyńskiego (Saksonia)
- Order Królewski Serafinów (Szwecja)
- Krzyż Wielki Orderu Takowy (Serbia)
- Order Zasługi Wojskowej (Wirtembergia)
- Krzyż Wielki Orderu Korony Wirtemberskiej (Wirtembergia)
- Krzyż Wielki Orderu Fryderyka (Wirtembergia)

## Literatura
- Frank Raberg, Biographisches Handbuch der württembergischen Landtagsabgeordneten 1815–1933. Im Auftrag der Kommission für geschichtliche Landeskunde in Baden-Württemberg. Kohlhammer, Stuttgart 2001, ISBN 3-17-016604-2.
- Rang- und Quartier-Liste der Königlich Preußischen Armee für 1883., Berlin: E. S. Mittler und Sohn, 1883 (niem.).